# 고주로
고주로(Goju-ro) 전라남도 곡성군 고달면면사무소앞사거리 전북특별자치도 남원시 주천면잇는 도로이다.

## 주요 경유지
전라남도
- 곡성군 (고달면)

전북특별자치도
- 남원시 (수지면 . 주천면)

## 노선
| 이름             | 접속 노선     | 소재지        | 소재지        | 비고          |
| 곡고로와 직결    | 곡고로와 직결 | 곡고로와 직결 | 곡고로와 직결 | 곡고로와 직결 |
| ---------------- | ------------- | ------------- | ------------- | ------------- |
| 면사무소앞사거리 | 곡고로        | 곡성군        | 고달면        |               |
| 죽림삼거리       |               | 곡성군        | 고달면        |               |
| 가정교           |               | 남원시        | 수지면        |               |
| 남창삼거리       | 물머리로      | 남원시        | 수지면        |               |
| 닭국재           |               | 남원시        | 수지면        |               |
| 호곡삼거리       | 문오로        | 남원시        | 수지면        |               |
| 봉작교           |               | 남원시        | 수지면        |               |
| 상주교           |               | 남원시        | 주천면        |               |
| 하수교           |               | 남원시        | 주천면        |               |
| (이름없음)       | 쑥고개로      | 남원시        | 주천면        |               |

## 주요 건물 및 시설
- 백곡보건진료소 (고주로 242/백곡리 1057-1)
- 농협 춘향골농협 수지지점 (고주로 614/호곡리 647-1)
- 농협 춘향골농협 하나로마트 수지점 (고주로 614/호곡리 647-1)
- 수지치안센터 (고주로 620/호곡리 643-6)
- 남원수지우체국 (고주로 623/호곡리 643-1)
- 하주보건진료소 (고주로 1276/주천리 539-10)